# Fermo Camellini
Fermo Camellini, född den 7 december 1914 i Scandiano, död den 27 augusti 2010 i Beaulieu-sur-Mer, var en italiensk, från den 8 oktober 1948 fransk, landsvägscyklist som var professionell från 1937 till 1951. Hans främsta meriter var totalsegern i Paris–Nice 1946 och segern i La Flèche Wallonne 1948. Han deltog i Tour de France tre gånger och tog två etappsegrar 1947, då han blev sjua totalt. 1948 slutade han tvåa, efter Briek Schotte men före Gino Bartali, i första upplagan av den fransk-italiensk-belgiska "världscupen" Challenge Desgrange-Colombo.

## Meriter
| 1938 Vinnare av Nice–Annot–Nice Vinnare av Circuit des Alpes 6:a totalt i Tour de Luxembourg 7:a i Genua–Nice 9:a i Grand Prix des Nations (ITT) 1939 Vinnare av Circuit du Mont Ventoux 3:a totalt i Tour de l'Ouest 6:a totalt i Paris–Nice 1941 Vinnare av Nice–Annot–Nice Vinnare av Circuit du Mont Ventoux 3:a i Grand Prix de Cannes 1942 Vinnare av Circuit de la Haute-Savoie 2:a totalt i Volta a Llevant 5:a totalt i Volta a Catalunya Vinnare av etapp 8a (ITT) 10:a totalt i Vuelta a España 1943 6:a i Polymultipliée 1944 5:a i Paris–Tours 1945 Vinnare av GP de Provence Vinnare av Paris–Reims 3:a i À travers Lausanne | 1946 Vinnare totalt av Paris–Nice Vinnare av À travers Lausanne 2:a i Polymultipliée 1947 3:a totalt i Critérium du Dauphiné libéré Vinnare av etapp 1 5:a i Paris–Bryssel 7:a totalt i Tour de France Vinnare av etapperna 8 och 10 2:a i À travers Lausanne 10:a i Giro di Lombardia 1948 Vinnare av La Flèche Wallonne 2:a i Challenge Desgrange-Colombo 3:a i Milano–Sanremo 4:a i Polymultipliée 5:a i Paris–Tours 6:a i À travers Lausanne 8:a totalt i Tour de France 8:a i Paris–Bryssel 1949 3:a totalt i Critérium du Dauphiné libéré 5:a totalt i Volta a Catalunya 7:a i Milano–Sanremo 1950 9:a i Paris–Bryssel |